# Еранцев, Фёдор Николаевич
Фёдор Николаевич Еранцев (17 февраля 1841, Севастополь — 1908, Севастополь) — инженер, архитектор, автор и соавтор многих памятников, посвящённых первой обороне Севастополя, общественный деятель. В 1883-1886 годах был городским головой Севастополя

## Биография
Фёдор Николаевич Еранцев родился в Севастополе 17 февраля 1841 года. Он получил воспитание в Черноморской гардемаринской роте и проходил службу в Черноморском флоте, сначала гардемарином, потом мичманом и лейтенантом. Позже, в 1863 году, он окончил полный курс наук в Николаевской инженерной академии и возвратился на флот.
С такой солидной подготовкой он в качестве специалиста получал разные назначения по сооружению железных дорог, а в 1874 году простился с казённой службой (в чине подполковника) и посвятил себя железнодорожной деятельности. Он находился на работах по сооружению Орлово-Витебской, Грязе-Царицынской и Бендеро-Галицкой железных дорог. Дважды он служил на Лозово-Севастопольской железной дороге — сначала в качестве начальника участка, а второй раз — по постройке пристаней и путей на западном берегу Южной бухты; он же строил здание таможни, пакгаузы и прочее. С особой любовью Ф. Н. Еранцев занимался восстановлением и украшением родного Севастополя. Как писал он сам: «По окончании Крымской войны, в течение почти 20 лет до проведения из Лозовой железной дороги, то есть до 1874 года город Севастополь представлял собой сплошные кварталы развалин…».
Ф. Н. Еранцев выступил инициатором планомерной застройки города. В 1881 году Севастопольская дума создала комиссию «для пересмотра предположений о замощении города, улучшении порта и исполнении городских строительных работ» в составе А. Л. Бертье-Делагарди, Ф. Н. Еранцева, А. Конкевича. В докладе, представленном этой комиссией, наиболее важными работами для благоустройства Севастополя были названы следующие: сооружение и замощение спуска к вокзалу, замощение улиц по кольцу города, планировка площади у Артиллерийской бухты и устройство под ней водостоков, устройство и замощение подъёмов на городской холм, строительства крытого рынка, зданий больницы и городского училища.

Приморский бульвар в начале XX века

С 1883 по 1886 годы Еранцев был городским головой Севастополя и инициатором планомерной застройки города. Его единомышленником стал городской архитектор Б. А. Рожнов, автор проекта Музея обороны, строитель Херсонесского моста, автор застройки Нахимовского проспекта, от нынешнего театра Луначарского. По существу все здания, построенные до 1893 года, должны были быть, либо спроектированы им, либо корректированы как городским архитектором. Однако из его построек, вероятно, сохранилась только одна — здание казённой женской гимназии. Но главным детищем тандема «Еранцев — Рожнов» стал Приморский бульвар, одно время называвшийся в народе «Еранцевским садом».
Разрешено устроить бульвар на месте бывшей Николаевской батареи". К территории бульвара отошёл и соседний участок, принадлежавший наследникам графа Остен-Сакена. Они согласились продать его городу при условии установки на нём памятника их именитому родственнику. Устройство бульвара связано с именем городского головы, талантливого инженера-гидротехника Фёдора Николаевича Еранцева. Большие работы по созданию зелёного убранства выполнили известные садовники М. Завадский и Р. Эбериус.Газета «Крымский вестник», 07.06.1884
Ф. Н. Еранцев принял самое действенное участие в делах по созданию памятников славной обороны Севастополя и составил предварительные эскизы многих из них. На заседании «Комитета по восстановлению памятников Севастопольской обороны», состоявшемся 30 августа 1901 года, был принят предложенный им проект здания панорамы, а также спроектированные им проекты памятника затопления кораблей, павильона-ротонды на месте 1-го бастиона, памятного места батареи Геннериха, памятника на месте гибели адмирала В. И. Истомина, памятного места начала плавучего моста через Севастопольскую бухту, а также памятников на полях сражений Инкерманского, Балаклавского и на Чёрной речке, памятников воинам Волынского редута и др. По указанию Николая II проекты памятников в 1902 году были представлены на оценку в Академию художеств, причём Ф. Н. Еранцев был командирован в Петербург для необходимых пояснений.
Как человек в высшей степени общественный, в лучшем значении этого слова, Ф. Н. Еранцев интересовался всяким общественным учреждением, возникавшим с благою целью. 12 лет он состоял почётным мировым судьёю, много лет был членом учётно-ссудного комитета местного отделения Государственного банка. Он был членом почти всех благотворительных учреждений. Будучи одним из учредителей Севастопольского яхт-клуба, он был удостоен званием его почётного члена, и портрет его был вывешен там рядом с портретами почётных членов-адмиралов.

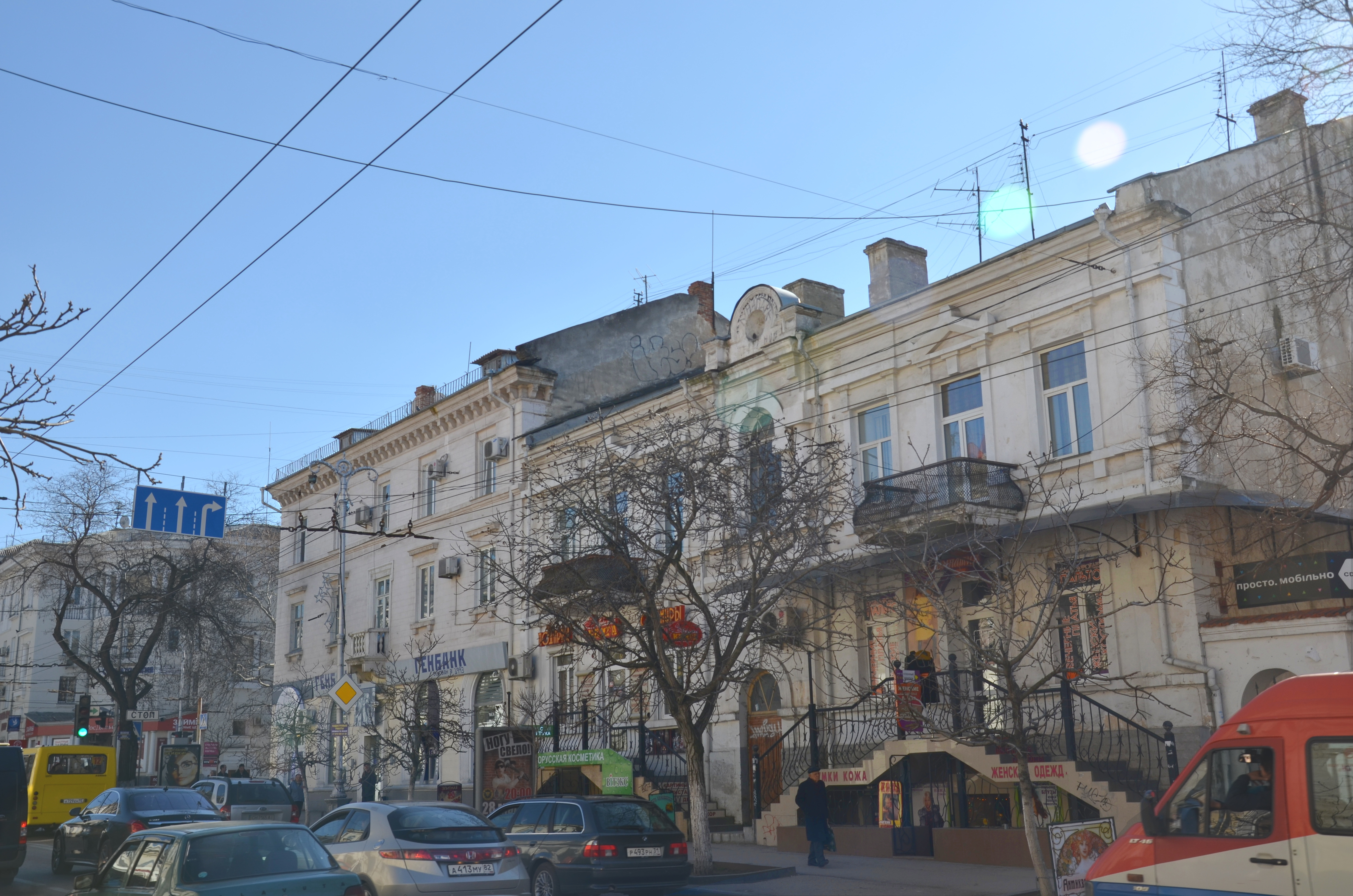
Дом Еранцева, Б.Морская, 44

У городского головы Ф. Н. Еранцева в Севастополе было два дома, один из которых на Нахимовском проспекте был разрушен во время Великой Отечественной войны, второй, с изуродованным фасадом, сохранился до наших дней. Он расположен на улице Большой Морской 44, напротив медицинской библиотеки.
За выдающиеся заслуги Ф. Н. Еранцев был удостоен высоких наград и знаков отличия до ордена Св. Владимира 3-й степени включительно. Ф. Н. Еранцев умер в 1908 году и похоронен на Севастопольском городском кладбище.

## Семья
Сын Николая Фёдоровича Еранцева (1778?-1843) — майора, участника Кавказской войны и дворянки Магдалины Константиновны. После смерти супруга в 1843 она принялась хлопотать об оформлении дворянства на себя и троих детей: Ивана, Агрипину и Фёдора. Постановлением Таврического депутатского собрания от 29 марта 1846 г. все они были внесены в третью часть родословной книги «по личным заслугам… майора Николая Фёдорова Еранцева»
Жена — Анна Владимировна Еранцева (1845—1893), дочь полковника-инженера Владимира Петровича Линдестрёма.
Дети: Александр Фёдорович (1859-) и Николай Фёдорович (10.02.1871-1918)